# Lewis Ferguson
Pour les articles homonymes, voir Ferguson.
Lewis Ferguson, né le 24 août 1999 à Hamilton en Écosse, est un footballeur écossais qui évolue au poste de milieu central avec le club du Bologne FC.

## Biographie

### Carrière en club

#### Hamilton AFC
Né à Hamilton en Écosse, Lewis Ferguson est formé aux Glasgow Rangers. Il rejoint le club d'Hamilton Academical en 2013, où il poursuit sa formation. Il joue son premier match en professionnel le 20 janvier 2018, lors d'une rencontre de Coupe d'Écosse face au Motherwell FC, où son équipe est battue par deux buts à zéro. Quatre jours plus tard, il participe à son premier match de Scottish Premiership face à Heart of Midlothian, où son équipe s'incline par trois buts à zéro.

#### Aberdeen FC
En juillet 2018, Lewis Ferguson est en fin de contrat avec son club formateur et rejoint un autre club écossais, l'Aberdeen FC. 
Il effectue ses premiers pas sous ses nouvelles couleurs le 26 juillet 2018, lors d'un match de qualification pour la Ligue Europa contre le club anglais du Burnley FC. Il est titulaire ce jour-là et les deux équipes se neutralisent (1-1). Lors du match retour, le 2 août 2018, il est l'auteur de son premier but pour le club mais son équipe est finalement battue par trois buts à un après prolongations.

#### Bologne FC
Le 12 juillet 2022, Lewis Ferguson rejoint l'Italie pour s'engager en faveur du Bologne FC. Il signe un contrat courant jusqu'en juin 2026,.
Ferguson joue son premier match sous ses nouvelles couleurs le 27 août 2022, contre l'AC Milan, lors d'une rencontre de Serie A. Il entre en jeu à la place de Jerdy Schouten et son équipe s'incline (2-0 score final).
Le 13 avril 2024, Ferguson sort sur blessure lors d'un match de championnat face à l'AC Monza (0-0 score final). Les examens révèlent qu'il souffre d'une lésion au ligament croisé du genou droit, ce qui met un terme à sa saison 2023-2024.

### En sélection
Avec les moins de 19 ans, il participe aux éliminatoires du championnat d'Europe des moins de 19 ans 2018. Il délivre à cette occasion une passe décisive contre la Norvège en mars 2018 (défaite 4-5).
Le 6 septembre 2018, Lewis Ferguson reçoit sa première sélection avec l'équipe d'Écosse espoirs, face à Andorre. Il entre en jeu en cours de partie ce jour-là, et son équipe s'impose (3-0). Cinq jours plus tard, il délivre une passe décisive lors d'un match contre les Pays-Bas (victoire 1-2). Ces deux rencontres rentrent dans le cadre des éliminatoires de l'Euro espoirs 2019.
En août 2021, Ferguson est convoqué pour la première fois avec l'équipe nationale Écosse, par le sélectionneur Steve Clarke.
En raison de sa blessure au genou droit subit avec son club du Bologne FC en avril 2024, Ferguson est déclaré forfait pour l'Euro 2024. Un coup dur pour le joueur et l'Écosse, son sélectionneur Steve Clarke laissant entendre que Ferguson devait être titulaire dans cette compétition.

## Vie personnelle
Lewis est le fils de Derek Ferguson et le neveu de Barry Ferguson, tous deux d'anciens footballeurs professionnels internationaux écossais.

## Statistiques
| Saison                | Club                  | Championnat           | Championnat | Championnat | Coupe nationale | Coupe nationale | Coupe de la Ligue | Coupe de la Ligue | Compétition(s) continentale(s) | Compétition(s) continentale(s) | Compétition(s) continentale(s) | Total | Total |
| Saison                | Club                  | Division              | M.          | B.          | M.              | B.              | M.                | B.                | Comp.                          | M.                             | B.                             | M.    | B.    |
| 2017-2018             | Hamilton AFC          | Scottish Premiership  | 13          | 0           | 1               | 0               | -                 | -                 | -                              | -                              | -                              | 14    | 0     |
| Sous-total            | Sous-total            | Sous-total            | 13          | 0           | 1               | 0               | -                 | -                 | -                              | -                              | -                              | 14    | 0     |
| 2018-2019             | Aberdeen FC           | Scottish Premiership  | 33          | 6           | 6               | 0               | 3                 | 1                 | C3                             | 2                              | 1                              | 44    | 8     |
| 2019-2020             | Aberdeen FC           | Scottish Premiership  | 28          | 1           | 4               | 1               | 1                 | 0                 | C3                             | 6                              | 1                              | 39    | 3     |
| 2020-2021             | Aberdeen FC           | Scottish Premiership  | 35          | 9           | 3               | 0               | -                 | -                 | C3                             | 3                              | 1                              | 41    | 10    |
| 2021-2022             | Aberdeen FC           | Scottish Premiership  | 36          | 11          | 2               | 1               | 1                 | 0                 | C4                             | 6                              | 4                              | 45    | 16    |
| Sous-total            | Sous-total            | Sous-total            | 132         | 27          | 15              | 2               | 5                 | 1                 | -                              | 17                             | 7                              | 169   | 37    |
| 2022-2023             | Bologne FC            | Serie A               | 32          | 7           | 1               | 0               | -                 | -                 | -                              | -                              | -                              | 33    | 7     |
| 2023-2024             | Bologne FC            | Serie A               | 31          | 6           | 2               | 0               | -                 | -                 | -                              | -                              | -                              | 33    | 6     |
| 2024-2025             | Bologne FC            | Serie A               | 16          | 1           | 3               | 0               | -                 | -                 | C1                             | 5                              | 0                              | 24    | 1     |
| Sous-total            | Sous-total            | Sous-total            | 79          | 14          | 6               | 0               | -                 | -                 | -                              | 5                              | 0                              | 90    | 14    |
| Total sur la carrière | Total sur la carrière | Total sur la carrière | 224         | 41          | 22              | 2               | 5                 | 1                 | -                              | 22                             | 7                              | 273   | 51    |

## Palmarès

### En club
Bologne FC
- Coupe d'Italie (1) :
  - Vainqueur en 2025[18]

### Distinctions personnelles
• SWFA Young Player of the Year 2019-2020.